# Josef Hölzl
Josef Hölzl (23. března 1855 Untermais – 13. února 1937 Untermais) byl rakouský politik německé národnosti z Tyrolska (respektive z dnešního Jižního Tyrolska), na počátku 20. století poslanec Říšské rady.

## Život
Profesí byl rolníkem. Zastával funkci starosty v Untermais. Od roku 1908 do roku 1914 byl poslancem Tyrolského zemského sněmu za kurii venkovských obcí, obvod Merano. Starostou byl po dobu 27 let až do anexe jižního Tyrolska Itálií.
Působil i jako poslanec Říšské rady (celostátního parlamentu Předlitavska), kam usedl v doplňovacích volbách do Říšské rady roku 1910, konaných podle všeobecného a rovného volebního práva. Byl zvolen za obvod Tyrolsko 13. Nastoupil 3. června 1910 místo Franze Dorfmanna. Po volbách roku 1907 byl uváděn coby člen klubu Křesťansko-sociální sjednocení.
Zemřel v únoru 1937.